# El Hero
El Hero é um jogo eletrônico Mobile de ação-aventura do gênero battle royale, desenvolvido e publicado pela Moonite Games, um estúdio brasileiro. O jogo foi lançado oficialmente em 20 de fevereiro de 2025 para dispositivos móveis com sistemas Android e iOS. 

## Jogabilidade
El Hero segue a fórmula clássica de jogos do gênero battle royale, onde múltiplos jogadores competem entre si até restar apenas um sobrevivente ou equipe vencedora. O jogo apresenta diferentes modos de jogo, incluindo solo, duos e squads.
Uma das características do jogo é a influência de elementos da cultura brasileira nos mapas, veículos e skins. Eventos sazonais frequentemente trazem conteúdos exclusivos relacionados a festividades do Brasil, como o Carnaval. O jogo também inclui skins especiais inspiradas em personalidades brasileiras, como a skin do influenciador digital "Luva de Pedreiro".

## Desenvolvimento e lançamento
O jogo foi desenvolvido pela Moonite Games, em parceria com o influenciador digital "El Gato" (Rodrigo Fernandes) e Yuri22, que é sócio e também proprietário do jogo. 
O lançamento oficial ocorreu em 20 de fevereiro de 2025, sendo disponibilizado gratuitamente nas lojas digitais para Android e iOS.